# Adam Clark
Adam Clark is een Schotse ingenieur (Edinburgh, 14 augustus 1811 - Boeda, 23 juni 1866) die vooral bekend is als de leider van de constructie van de Kettingbrug en de tunnel onder de Burchtheuvel in Boedapest.

## Biografie
Als zoon van een fabrieksarbeider kon Clark toch gaan studeren en werd hij ingenieur. Hij verliet zijn familie om zijn geluk te gaan zoeken in Londen. Bij machinefabrikant Hunter & English leerde hij in 1834 István Széchenyi kennen, die hem in 1839 naar Hongarije zou halen om zijn grote plannen voor de Donauoevers (inclusief bruggen, dokken, kanalen en scheepswerven) te realiseren. 
De Kettingbrug werd tussen 1839 en 1849 gebouwd naar een ontwerp van de Brit William Tierney Clark, maar de leiding van de bouw was in handen van Adam Clark. Nadien leidde hij tussen 1851 en 1857 de bouw van de tunnel onder de Burchtheuvel, die op de brug aansluit. Het Clark Ádám tér, het plein tussen brug en tunnel, is naar hem genoemd. Tussen beide werven in het huidige Boedapest in leidde hij ook de bouw van bruggen in Dresden en Wenen. 
Hij bleef in Boedapest wonen, trouwde er in 1855 en stierf er in 1866. Clark ligt begraven op de grote Kerepesi-begraafplaats in Boedapest.